# Ланца, Роберт
Роберт Поль Ланца (англ. Robert Paul Lanza; родился 11 февраля 1956 г.) — американский врач, ученый, главный научный сотрудник компании «Ocata Therapeutics», прежнее название которой «Advanced Cell Technology» и адъюнкт-профессор в Институте регенеративной медицины (Institute for Regenerative Medicine) Медицинской школы Университета Вэйк Форест (Wake Forest University School of Medicine).

## Ранние годы жизни и образование
Родился в г. Бостон (штат Массачусетс), вырос южнее, в г. Стоутон (Stoughton). Вначале занимался генетикой кур, а затем изменил направление научных исследований. Благодаря своим научным наработкам, привлек внимание исследователей из Медицинской школы Гарварда (Harvard Medical School). В течение последующих десяти лет работой Ланцы руководили Дж. Солк, Б. Ф. Скиннер и К. Барнард.
Учился в Пенсильванском университете, где получил степень бакалавра и доктора медицины. Во время учёбы получал стипендию Бенджамина Франклина и университетскую стипендию, также получал стипендию Фулбрайта. В настоящее время[какое?] проживает в г. Клинтон (штат Массачусетс).

## Карьера

### Исследования стволовых клеток
Р. П. Ланца был членом научного коллектива, который впервые в мире клонировал эмбрионы человека на ранней стадии,
а также впервые успешно создал стволовые клетки из зрелых клеток, использовав соматический перенос ядра соматической клетки («терапевтическое клонирование»).
Р. П. Ланца продемонстрировал, что методы, которые используются в преимплантационной генетической диагностике, можно использовать для создания эмбриональных стволовых клеток без умерщвления эмбриона.
В 2001 г. он был первым, кто клонировал гаура (один из угрожаемых видов животных), а в 2003 г. он также клонировал бантенга (еще один угрожаемый вид) из замороженных клеток кожи животного, которое умерло в зоопарке Сан-Диего примерно за четверть века до этого.
Р. П. Ланца с коллегами впервые продемонстрировал, что пересадку ядра можно использовать для остановки процесса старения и для создания иммунологически совместимых тканей, включая создание первого органа, выращенного в лаборатории из клональных клеток.
Р. П. Ланца показал возможность создания функциональных, способных переносить кислород красных кровяных клеток из эмбриональных стволовых клеток при условиях, которые подходят для воссоздания в больнице. Потенциально, такие клетки крови могут быть источником «универсальной» крови.
Группа, работающая под руководством Р. П. Ланцы, открыла способ, позволяющий получать функциональные гемангиобласты (популяция клеток «скорой помощи») из эмбриональных стволовых клеток человека. У животных эти клетки быстро восстанавливали повреждённые сосуды, вдвое снижая уровень смертности после инфаркта и налаживая кровоток к ишемизированной конечности, которую в других случаях следовало ампутировать.
Недавно Р. П. Ланца и группа исследователей Гарвардского университета, возглавляемая Кванг-Су Кимом (Kwang-Soo Kim), сообщили о создании безопасной технологии, которая позволяет получать индуцированные плюрипотентные стволовые клетки (iPS). iPS человека были получены из клеток кожи с помощью прямой доставки белков. Таким образом, опасные риски, связанные с генетическими и химическими манипуляциями, были исключены. Эта новая технология дает возможность получить потенциально безопасный источник пациент-специфических стволовых клеток, которые можно использовать для введения в клиническую практику. Р. П. Ланца и компания «Advanced Cell Technology» планируют начать процесс официального одобрения исследований, которые, по мнению экспертов, могут стать первыми исследованиями на человеке, в которых задействованы индуцированные плюрипотентные стволовые клетки (iPS), созданные путём возвращения зрелых клеток в состояние, подобное эмбриональному. Они хотят протестировать тромбоциты (форменные элементы крови позвоночных, участвующие в процессах её свёртывания), созданные из таких перепрограммированных клеток. Тромбоцитам не страшны генетические дефекты, поскольку они лишены ДНК.

### Клинические испытания методов для лечения слепоты
Группа исследователей, работающая под руководством Р. П. Ланцы в компании «Advanced Cell Technology», смогла вырастить клетки сетчатки глаза из стволовых клеток. Применение этой технологии дает возможность излечить некоторые формы слепоты, такие как макулярная дегенерация и болезнь Штаргардта. Эти болезни глаз в настоящее время являются неизлечимыми и приводят к слепоте у подростков, а также у людей молодого и пожилого возраста.
Компания «Advanced Cell Technology» получила разрешение Управления по контролю пищевых продуктов и лекарственных средств (США) на проведение исследований на человеке, в которых эмбриональные стволовые клетки используются для лечения дегенеративных заболеваний глаз. При таком лечении заболеваний глаз стволовые клетки используются для получения тех клеток сетчатки, которые поддерживают фоторецепторные клетки, дающие человеку возможность видеть. Поддерживающие клетки являются частью пигментного эпителия сетчатки (retinal pigment epithelium, RPE) и, как правило, именно эти клетки первыми отмирают при возрастной макулярной дегенерации и других болезнях глаз, что, в свою очередь, приводит к потере зрения. Несколько лет назад коллектив под руководством Р. П. Ланцы обнаружил, что эмбриональные стволовые клетки человека могут быть источником клеток пигментного эпителия сетчатки. В ходе последующих исследований было установлено, что эти клетки могут восстанавливать зрение у лабораторных животных с макулярной дегенерацией.
В ходе недавних исследований, которые были проведены той же исследовательской группой, было показано, что лечение с помощью стволовых клеток дает долгосрочный положительный результат у животных, которые утратили зрение. Клетки сетчатки возвращались к более или менее нормальному функционированию у животных, которые бы в другом случае ослепли.
В сентябре 2011 г. компания Р. П. Ланцы получила разрешение Управления по контролю лекарственных средств и изделий медицинского назначения (Великобритания) на проведение первых в Европе клинических испытаний с использованием эмбриональных стволовых клеток человека. Хирурги глазной клиники Мурфилдса (Moorfields Eye Hospital), расположенной в Лондоне, будут вводить здоровые клетки сетчатки в глаза пациентов с макулярной дистрофией Штаргардта. Таким образом они надеются замедлить данную болезнь, остановить её или даже устранить её негативные последствия. Первый пациент прошел курс лечения эмбриональными стволовыми клетками в начале 2012 г. После лечения этот пациент отметил улучшение зрения. По мнению газеты «Гардиан» (The Guardian), этот результат «является величайшим научным достижением».

### Первые публикации о результатах испытаний эмбриональных стволовых клеток на человеке
Доктор Р. П. Ланца с коллегами из Глазного института им. Ж. Стейна (Калифорнийский университет, г. Лос-Анджелес) (UCLA’s Jules Stein Eye Institute) впервые опубликовали отчет о результатах использования в медицине эмбриональных стволовых клеток человека. Исследователями были проведены клинические исследования, цель которых — установить безопасность и переносимость пациентами субретинальной трансплантации пигментного эпителия сетчатки, полученного из эмбриональных стволовых клеток человека. В исследовании были задействованы пациенты с макулярной дистрофией Штаргардта и сухой формой возрастной макулярной дегенерации.
После проведения операции у таких пациентов, было показано, что трансплантированные клетки закрепились и сохраняются в течение всего времени наблюдений. Исследователи не обнаружили никаких признаков гиперпролиферации, канцерогенности или образования эктопических тканей ни у одного из пациентов.
Пациенты, которым были пересажены эмбриональные стволовые клетки, сказали, что после проведенной экспериментальной процедуры их жизнь изменилась. В течение 4-месячного периода наблюдений ни один из пациентов не утратил зрение. Самое большое улучшение остроты зрения составило от HM до 20/800 (и улучшение остроты зрения от 0 до 5 букв по таблице ETDRS для исследования остроты зрения) у пациента с макулярной дистрофией Штаргардта; похоже, зрение также улучшилось у пациента с сухой формой возрастной макулярной дегенерации[28]. Одна из пациенток после проведенной операции смогла читать без помощи мощной лупы и, по имеющимся данным, она даже смогла продевать нитку в иголку. Другая пациентка стала сама ходить за покупками. Следующая цель, которую ставят перед собой разработчики данного способа лечения, — оказывать помощь пациентам на более ранних стадиях заболевания, что, возможно, увеличит вероятность сохранения зрения.
В октябре 2014 г., Р. П. Ланца с коллегами опубликовали дополнительную статью в журнале «The Lancet», в которой впервые показана долгосрочная безопасность и возможная биологическая активность потомков плюрипотентных стволовых клеток в организме человека при любых болезнях. «Не меньше двадцати лет ученые мечтали об использовании эмбриональных стволовых клеток человека для лечения болезней», — сказал Гаутам Найк, репортер по вопросам науки из журнала «The Wall Street Journal», — «и этот день наконец настал… С помощью эмбриональных стволовых клеток ученые успешно вылечили пациентов с серьезными потерями зрения». Клетки пигментного эпителия сетчатки, полученные из эмбриональных стволовых клеток, были введены в глаза 18 пациентов с болезнью Штаргардта или сухой формой возрастной макулярной дегенерации. За пациентами наблюдали более трех лет, половина пациентов смогли видеть на три строки больше в таблицах для исследования остроты зрения, что существенно улучшило их каждодневную жизнь.

### Биоцентризм
В 2007 г. в журнале «The American Scholar» вышла статья Р. П. Ланцы «Новая теория Вселенной» («A New Theory of the Universe»). В статье дано представление Р. П. Ланцы о биоцентрической вселенной, согласно которому биологию следует поместить над другими науками. Книга Р. П. Ланцы «Биоцентризм, или Почему жизнь и сознание являются ключами к пониманию Вселенной», издана в соавторстве с Б. Бернамом в 2009 г. Данная книга вызвала неоднозначную реакцию читателей.

## Награды и комментарии общественности
Р. П. Ланца получил многочисленные награды и широкое признание. В 2014 г. он был включен в ежегодный список «Time 100», — это список 100 наиболее влиятельных людей в мире, который составляется журналом «TIME Magazine». В 2013 г. Р. П. Ланца получил премию «Il Leone di San Marco Award in Medicine», которая присуждается Итальянским комитетом по культурному наследию (Italian Heritage and Culture Committee); в 2010 г. он получил директорскую премию Национального института здоровья США (National Institutes of Health , NIH) за «Использование фундаментальных научных открытий в создании новых и лучших методов лечения»; в 2010 г. был признан изданием «BioWorld» одним из 28 людей, чьи работы окажут наибольшее влияние на развитие биотехнологии в течение следующих 20 лет; в 2005 г. получил премию «Rave Award» журнала «Wired magazine» в области медицины за «Работу в области эмбриональных стволовых клеток, которая открывает глаза», в 2006 г. — премию «All Star» от журнала «Mass High Tech Journal» в области биотехнологии за «поддержку будущего стволовых клеток».

## Публикации
Р. П. Ланца является автором и соавтором книг, в которых затрагиваются вопросы тканевой инженерии, клонирования, стволовых клеток, регенеративной медицины и всемирного здравоохранения.
После семилетнего перерыва осенью 2020 года планируется выпуск новой книги Ланца «Grand Biocentric Design: How Life Creates Reality».

### Книги
- 1984 Heart Transplantation: The Present Status of Orthotopic and Heterotopic Heart Transplantation ISBN 0-85200-862-7
- 1985 Medical Science and the Advancement of World Health ISBN 0-03-071734-5
- 1994 Pancreatic Islet Transplantation: Volume I Procurement of Pancreatic Islets ISBN 1-57059-133-4
- 1994 Pancreatic Islet Transplantation: Volume II Immunomodulation of Pancreatic Islets ISBN 1-57059-134-2
- 1994 Pancreatic Islet Transplantation: Volume III Immunoisolation of Pancreatic Islets ISBN 1-57059-135-0
- 1996 One World: The Health and Survival of the Human Species in the 21st Century ISBN 0-929173-33-03
- 1996 Yearbook of Cell and Tissue Transplantation ISBN 0-7923-3844-8
- 1997 Principles of Tissue Engineering ISBN 1-57059-342-6
- 1999 Cell Encapsulation Technology and Therapeutics ISBN 0-8176-4010-X
- 2000 Xeno: The Promise of Transplanting Animal Organs into Humans ISBN 0-19-512833-8
- 2000 Principles of Tissue Engineering, Second Edition ISBN 0-12-436630-9
- 2002 Methods of Tissue Engineering ISBN 0-12-436636-8
- 2002 Principles of Cloning ISBN 0-12-174597-X
- 2004 Handbook of Stem Cells: Volume 1 Embryonic Stem Cells ISBN 0-12-436642-2
- 2004 Handbook of Stem Cells: Volume 2 Adult and Fetal Stem Cells ISBN 0-12-436644-9
- 2006 Essentials of Stem Cell Biology ISBN 0-12-088442-9
- 2006 Methods in Enzymology: Volume 418 Embryonic Stem Cells ISBN 0-12-373648-X
- 2006 Methods in Enzymology: Volume 419 Adult Stem Cells ISBN 0-12-373650-1
- 2006 Methods in Enzymology: Volume 420 Stem Cell Tools and Other Experimental Protocols ISBN 0-12-373651-X
- 2007 Principles of Tissue Engineering, Third Edition ISBN 0-12-370615-7
- 2008 Principles of Regenerative Medicine ISBN 978-0-12-369410-2
- 2009 Biocentrism: How Life and Consciousness are the Keys to Understanding the Universe ISBN 978-1-933771-69-04
- 2009 Essential Stem Cell Methods ISBN 978-0-12-374741-9
- 2009 Essentials of Stem Cell Biology, Second Edition ISBN 978-0-12-374729-7
- 2009 Foundations of Regenerative Medicine ISBN 978-0-12-375085-3
- 2010 Principles of Regenerative Medicine, Second Edition ISBN 978-0-12-381422-7
- 2012 Handbook of Stem Cells: Volume 1 Embryonic Stem Cells, Second Edition ISBN 0-12-385942-5
- 2012 Handbook of Stem Cells: Volume 2 Adult and Fetal Stem Cells, Second Edition ISBN 978-0-12-385942-6
- 2013 Principles of Cloning, Second Edition ISBN 978-0-12-386541-0
- 2013 Principles of Tissue Engineering, Fourth Edition ISBN 978-0-12-398358-9
- 2013 Essentials of Stem Cell Biology, Third Edition ISBN 978-0-12-409503-8